# Liturgia de Addai e Mari

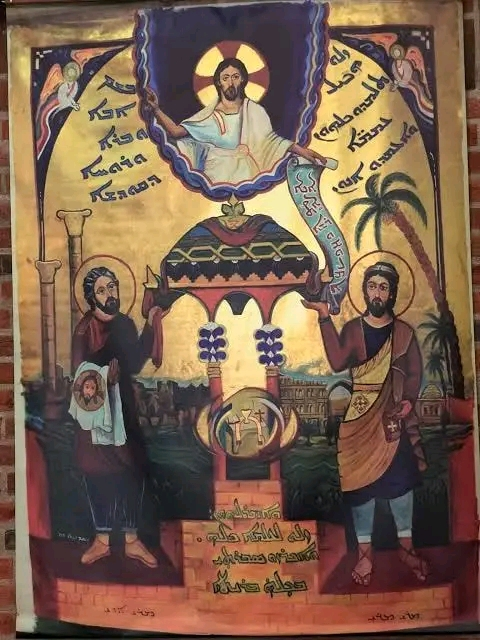
Mar Addai e Mari, Apóstolos do Oriente (Autor desconhecido).

A Liturgia de Addai e Mari (ou a Santa Qurbana de Mar Addai e Mar Mari) é a liturgia eucarística pertencente ao Rito Siríaco Oriental e era historicamente usada na Igreja do Oriente do Império Sassânida (Persa). Esta liturgia é tradicionalmente atribuída a São Addai (discípulo de São Tomé, o Apóstolo) e São Mari (discípulo de São Addai). Atualmente, é usada regularmente na Igreja Assíria do Oriente (incluindo sua arquidiocese, a Igreja Síria Caldeia da Índia), a Antiga Igreja do Oriente, a Igreja Católica Siro-Malabar da Índia e a Igreja Católica Caldeia. As duas últimas são igrejas católicas orientais em plena comunhão com a Santa Sé de Roma.

## Visão geral
A Anáfora de Addai e Mari é semelhante ao antigo rito eucarístico do Didaquê, pertencente a "uma era primordial" antes que as Palavras da Instituição se tornassem padrão nas demais anáforas. A Anáfora de Addai e Mari é talvez a única anáfora em uso contínuo por uma igreja apostólica desde sua fundação. A anáfora dessa liturgia é de particular interesse, sendo uma das mais antigas no cristianismo, possivelmente remontando à Edessa do século III, ainda que o esboço da forma atual só possa ser traçado até a época do Patriarca Ishoyahb III no século VII. Na forma apresentada nos manuscritos mais antigos, esta anáfora não inclui as Palavras da Instituição, o que gerou preocupações ecumênicas. As igrejas católicas orientais que utilizam esta liturgia inseriram as Palavras da Instituição de acordo com seu ensinamento eucarístico.
As relações entre Roma e a Igreja Assíria melhoraram drasticamente desde os anos 1980. O patriarca Mar Dinkha IV visitou o Papa João Paulo II em Roma em 1984 e participou de um dia de oração pela paz em Assis em 1986. Em 1994, Mar Dinkha e o Papa João Paulo II assinaram uma declaração conjunta no Vaticano. Esta declaração cristológica conjunta entre a Igreja Católica e a Igreja Assíria do Oriente em 1994 estabeleceu que ambas as igrejas confessavam a mesma doutrina sobre a cristologia (a divindade e a humanidade de Cristo). A declaração criou um comitê misto para diálogo teológico adicional entre as duas (agora igrejas irmãs). O texto afirmava que católicos e assírios estão "unidos hoje na confissão da mesma fé no Filho de Deus". Em 2001, este comitê elaborou diretrizes para a admissão mútua à eucaristia entre a Igreja Católica Caldeia e a Igreja Assíria do Oriente, superando a questão da ausência das Palavras da Instituição na Anáfora de Addai e Mari.

## Uso
A Liturgia de Addai e Mari tem sido usada continuamente na Igreja do Oriente desde pelo menos o século VII. Hinos de Santo Efrém e outros são frequentemente cantados durante a comunhão. Um pedaço de massa do pão eucarístico é guardado de semana em semana, não como sacramento de reserva, mas como fermento para o pão da semana seguinte. Autores como Teodoro de Mopsuéstia, Shimun XXI Eshai no século XX e Mar Aprem Mooken da Índia no início do século XXI identificaram a Epiclese, começando com as palavras Netheh Mar Rookha d'Qudsha... (Que o Espírito Santo venha...), como o ponto alto da Santa Qurbana.
Na Igreja Siro-Malabar, esta liturgia tem três formas: uma forma simplificada, uma forma padrão para uso aos domingos, e uma forma altamente solene, conhecida como Raza, usada apenas em solenidades. Uma reforma da Raza, para retornar à forma original e não adulterada, foi emitida em 1985, seguida, em 1989, por uma reforma das outras duas formas realizada com os mesmos princípios.
Uma leve reforma na liturgia de Addai e Mari celebrada pela Igreja Católica Caldeia entrou em vigor em 6 de janeiro de 2007, uniformizando os diversos usos em cada paróquia e removendo adições introduzidas ao longo dos séculos em imitação do rito romano. As principais mudanças foram: retorno ao arranjo antigo do interior das igrejas, restauração da preparação do pão e do vinho antes do início do serviço e remoção do Filioque do Credo.
As orações da liturgia de Addai e Mari são de três tipos, conforme são recitadas pelo sacerdote ou bispo celebrante: 
- cushapa: orações pessoais do celebrante
- gehanta ou "inclinações": orações ditas em voz baixa pelo celebrante
- qanona: conclusões da gehanta recitadas em voz alta

## Ausência das Palavras da Instituição
As Orações Eucarísticas (ou Anáforas) de todas as atuais Igrejas Cristãs que acreditam na sucessão apostólica incluem as Palavras da Instituição e a narrativa correspondente, com a única exceção de algumas versões da Anáfora de Addai e Mari.
O manuscrito mais antigo dessa anáfora foi publicado por W.F. Macomber em 1966 (conhecido como o texto de Mar Eshaya) e data de aproximadamente do século X ou XI. Ele não inclui as Palavras da Instituição, assim como outros manuscritos antigos de datas posteriores. Mar Aprem Mooken, da Índia, indica que muitos sacerdotes da Igreja Assíria do Oriente seguem a prática antiga de não incluir as Palavras da Instituição. Os praticantes justificam a ausência das Palavras da Instituição pela prática de preparar a hóstia com o Santo Fermento.
Alguns estudiosos acreditam que o manuscrito medieval representa a tradição do século IV (ou anterior), enquanto outros acreditam que as Palavras da Instituição estavam originalmente presentes e foram posteriormente removidas, provavelmente devido à reforma litúrgica de Mar Isho-Yab III por volta do ano 650 d.C. Entre os primeiros estão Macomber e Spinks; entre os últimos, H. Engerding e E. Mazza. B. Botte sugeriu que as Palavras da Instituição não eram originalmente escritas, mas recitadas de memória.

## Posição da Igreja Católica
A Igreja Católica sempre reconheceu a validade da sucessão apostólica da Igreja do Oriente, e, portanto, a validade de seu sacerdócio. Ainda assim, alguns católicos questionaram a validade da consagração na ausência das Palavras da Instituição, pois o Concílio de Florença declarou que as palavras (na teologia católica, a "forma") do sacramento da Eucaristia são "as palavras do Salvador com as quais Ele efetuou este sacramento", palavras que o mesmo concílio indicou sendo "Isto é o meu corpo" e "Isto é o cálice do meu sangue".
No entanto, a Igreja Católica nunca contestou oficialmente a validade da Anáfora de Addai e Mari. Nas últimas décadas do século XX, o reaproximação ecumênica com a Igreja Assíria do Oriente e a situação dos então amplamente dispersos cristãos assírios e caldeus, que careciam de um sacerdote de sua própria Igreja, tornaram mais áspera a questão da validade da consagração eucarística da forma da Anáfora de Addai e Mari, que não incluía as Palavras da Instituição, como usada pelos cristãos assírios. Já as Igrejas Católicas Orientais que usam o Rito Siríaco Oriental, incluem em suas versões dessa liturgia a narrativa da Instituição, com suas Palavras de Instituição. Assim, em 20 de julho de 2001, a Santa Sé declarou que a Anáfora de Addai e Mari pode ser considerada válida. Três razões foram apresentadas para este julgamento. Primeiro, a Anáfora de Addai e Mari remonta à Igreja primitiva. Em segundo lugar, a Igreja do Oriente preservou de outra forma a fé ortodoxa em relação à Eucaristia e às Ordens Sagradas. E, por fim, embora as Palavras da Instituição não sejam ditas explicitamente, seu significado está presente: "As palavras da Instituição Eucarística estão de fato presentes na Anáfora de Addai e Mari, não de uma forma narrativa coerente e ad litteram, mas sim de forma eucológica dispersa, ou seja, integradas em sucessivas orações de ação de graças, louvor e intercessão".

### Diretrizes para admissão à Eucaristia entre a Igreja Caldeia e a Igreja Assíria do Oriente
O direito canônico católico exclui a participação de católicos nos serviços eucarísticos de comunidades cristãs cujos sacramentos ou sacerdócio considera inválidos e permite a participação de membros dessas comunidades na Eucaristia católica apenas em circunstâncias muito excepcionais e somente se os membros em questão tiverem a mesma crença da Igreja Católica em relação à Eucaristia; mas, no caso de Igrejas cujos sacramentos e sacerdócio considera válidos, permite tal participação com mais facilidade. Assim, o documento da Santa Sé de 20 de julho de 2001, intitulado "Diretrizes para a admissão à Eucaristia entre a Igreja Caldeia e a Igreja Assíria do Oriente", tirou as seguintes conclusões do reconhecimento da validade da Santa Qurbana de Addai e Mari como celebrada na Igreja Assíria do Oriente:
1. Os fiéis assírios estão autorizados, quando necessário, a participar e receber a Sagrada Comunhão em uma celebração caldeia da Santa Eucaristia.
2. Os fiéis caldeus impossibilitados de se aproximar de um ministro católico estão autorizados a participar e receber a Sagrada Comunhão em uma celebração assíria da Santa Eucaristia, mesmo que celebrada usando a Anafora de Addai e Mari em sua forma sem as Palavras da Instituição.
3. Os ministros assírios são cordialmente convidados (mas não obrigados) a inserir as Palavras da Instituição na Anáfora de Addai e Mari quando fiéis caldeus estão presentes na liturgia.

As disposições acima destinam-se, portanto, a ocasiões em que não é possível para fiéis assírios ou caldeus comparecerem à sua própria Igreja. Elas não constituem uma declaração de plena comunhão entre as duas Igrejas, embora o documento reconheça que a declaração conjunta assinada pelo Papa João Paulo II e pelo Patriarca Dinkha IV da Igreja Assíria do Oriente resolveu o principal problema dogmático entre as duas Igrejas e que, em 29 de novembro de 1996, os patriarcas assírio e caldeu concordaram com uma lista de propostas comuns visando restabelecer a plena comunhão.

O diálogo entre as duas Igrejas posteriormente desacelerou e foi suspenso em 2002.

### Reação católica sedevacantista
O site sedevacantista Novus Ordo Watch denunciou o reconhecimento da forma da Santa Qurbana de Addai e Mari em uso na Igreja Assíria como válida. Eles argumentam que isso derruba completamente a teologia sacramental católica ratificada pelo Concílio de Trento: segundo seu entendimento, dos três elementos necessários para um sacramento – a matéria, a forma e a intenção do sacerdote de fazer o que a Igreja faz – a forma, que neste caso são as palavras de instituição, "Pois isto é o meu Corpo" recitado sobre o pão, e "Pois este é o cálice do meu Sangue" sobre o vinho, está ausente. Eles rejeitam a declaração do Dicastério para a Promoção da Unidade dos Cristãos de que as palavras da instituição da Eucaristia estão de fato presentes de maneira eucológica e disseminada. O bispo sedevacantista e sedeprivacionista Donald Sanborn expressou a mesma posição.

## Estrutura da Anáfora
Considerando apenas as partes mais típicas e antigas, a estrutura da anáfora desta liturgia é a seguinte:
- Diálogo de Abertura
- O Prefácio (ou primeiro Gehanta):

Digno de louvor de toda boca e de confissão de toda língua é o adorável e glorioso nome do Pai e do Filho e do Espírito Santo, que criou o mundo por sua graça e seus habitantes por sua misericórdia, e salvou a humanidade por sua compaixão, concedendo grande graça aos mortais.
- o Pré-Sanctus:

A tua majestade, ó meu Senhor, milhares de milhares dos que estão no alto se inclinam e adoram, e dez mil vezes dez mil anjos santos e hostes de seres espirituais, ministros de fogo e espírito, louvam o teu nome com os santos querubins e serafins, clamando e louvando sem cessar e gritando uns aos outros, dizendo:
- O Sanctus, sem o Benedictus:

Santo, santo, santo é o Senhor Deus dos exércitos; o céu e a terra estão cheios de seus louvores.
- O Pós-Sanctus (ou segundo Gehanta), centrado na Redenção por Cristo. Esta oração e todas as que seguem até o final da epiclese são dirigidas diretamente a Cristo:

E com essas hostes celestiais, agradecemos a ti, ó meu Senhor, até mesmo nós, teus servos fracos, frágeis e miseráveis, pois nos deste grande graça além de qualquer retribuição, em que assumiste nossa humanidade para vivificá-la por tua divindade, exaltaste nossa condição humilde, restauraste nossa queda, ergueste nossa mortalidade, perdoaste nossas ofensas, justificaste nossa pecaminosidade, iluminaste nosso conhecimento e, ó nosso Senhor e nosso Deus, condenaste nossos inimigos e concedeste vitória à fraqueza de nossa natureza frágil na abundante misericórdia de tua graça.
- a Oblação (ou terceira Gehanta ) que faz referência direta ao Corpo e ao Sangue de Cristo :

Faz, ó meu Senhor, em tuas muitas e indizíveis misericórdias, um bom e aceitável memorial para todos os justos e piedosos pais que foram agradáveis aos teus olhos, na comemoração do corpo e sangue de teu Cristo, que te oferecemos em teu altar puro e santo, como nos ensinaste, e concede-nos tua tranquilidade e tua paz todos os dias do mundo.
Sim, ó nosso Senhor e nosso Deus, concede-nos tua tranquilidade e tua paz todos os dias do mundo, para que todos os habitantes da terra te conheçam como o único Deus verdadeiro, o Pai, e que enviaste nosso Senhor Jesus Cristo, teu Filho e teu amado. E ele, nosso Senhor e nosso Deus, veio e em seu evangelho vivificador nos ensinou toda a pureza e santidade dos profetas, dos apóstolos, dos mártires, dos confessores, dos bispos, dos doutores, dos presbíteros, dos diáconos e de todos os filhos da santa Igreja católica, mesmo aqueles que foram marcados com o sinal vivo do santo batismo.
- a Anamnese :

E também nós, ó meu Senhor, teus servos fracos, frágeis e miseráveis, que estamos reunidos em teu nome, tanto estamos diante de ti neste momento quanto recebemos o exemplo que de ti nos foi entregue, rejubilando e louvando e exaltando e comemorando e celebrando este grande e temível e santo e vivificante e divino mistério da paixão, morte, sepultura e ressurreição de nosso Senhor, nosso Salvador Jesus Cristo.
- a Epiclese :

E que venha, ó meu Senhor, o teu Espírito Santo e desça sobre esta oferenda dos teus servos e a abençoe e santifique, para que seja para nós, ó meu Senhor, para o perdão das ofensas e remissão dos pecados e para a grande esperança de ressurreição dos mortos e para a nova vida no reino dos céus com todos aqueles que foram agradáveis aos teus olhos.
- a Doxologia :

E por toda esta grande e maravilhosa dispensação para conosco, daremos graças e te louvaremos sem cessar em tua Igreja redimida pelo precioso sangue de teu Cristo, com bocas abertas e rostos voltados para o alto, elevando louvor, honra, confissão e adoração ao teu nome vivo, santo e vivificante, agora e sempre e pelos séculos dos séculos.
A narrativa da Instituição, com as Palavras da Instituição, é colocada pela Igreja Católica Siro-Malabar no meio da Oferenda, enquanto a Igreja Católica Caldeia a posiciona logo antes da Epiclese.